# アンビット
株式会社アンビットは、任天堂ゲーム機専門誌『Nintendo DREAM』を中心にコンピュータゲーム関連の雑誌・書籍を手掛ける日本の編集プロダクション・出版社。

## 概要
1999年末頃に徳間書店内でコンピュータゲーム関連雑誌・書籍を担当していた社内カンパニーであるインターメディア・カンパニーの解散が決定した後、同カンパニーで『Nintendoスタジアム』の編集に携わっていた人達が中心となって2000年に編集プロダクション「アンビット」を設立した。設立時の社長は『ファミリーコンピュータMagazine』の初代編集長で、インターメディア・カンパニーの前身である徳間書店インターメディアの実質的創業者だった山森尚。設立の経緯から当初は毎日コミュニケーションズ（現マイナビ）が発行を引き継いだ『Nintendoスタジアム』や『広技苑』（徳間書店時代の誌名は『超絶大技林』）の編集を行なっていた。
2002年7月にこれまで毎日コミュニケーションズが編集・発行していた『Nintendo DREAM』に『Nintendoスタジアム』が統合され、『Nintendo DREAM』の編集部が当社の社内に設置される。発行は引き続き毎日コミュニケーションズが行い、同誌の編集長職や編集長職空席時に設けられたディレクター職は毎日コミュニケーションズ在籍者が継続して就任した。
2010年秋に毎日コミュニケーションズとの関係を解消し、『Nintendo DREAM』は発行をアンビット、発売を徳間書店が行う体制となる。これ以降は同誌の編集を完全に当社で行うこととなり、編集長も当社在籍者が就任している。
2011年以降は小学館の任天堂公式ガイドブックやオーバーラップのポケモン関連書籍など、これまであまり行ってこなかった『Nintendo DREAM』に直接関係しない書籍の編集も多く行なっている。

## 主な編集雑誌・書籍
毎日コミュニケーションズ発行
- Nintendoスタジアム （2000年3月 - 2002年6月）
- Nintendo DREAM （2002年7月 - 2010年10月）
  - 任天堂ゲーム攻略本
- 広技苑
- Online Player - 休刊した『PlayOnline』（アクセラ→デジキューブ）の編集者・ライターが主体であり、『Nintendoスタジアム』及び『Nintendo DREAM』編集部との関係は薄い。
- ゲームキャラグラフ - 編集長は毎日コミュニケーションズ在籍者で、本誌の創刊当初は『Nintendo DREAM』の編集者でもあった。

大都社発行
- G-Fan - 『ゲームキャラグラフ』の後継誌で、『ファンロード』の別冊として大都社から発行された。『ゲームキャラグラフ』の編集長は『G-Fan』に移行した際、編集長を退任している。

アンビット発行・毎日コミュニケーションズ発売
- Wiiであそぶセレクション 楽しむガイド

ホビージャパン発行
- マーベラスエンターテイメントドリーム - 『Nintendo DREAM』と同様の構成でマーベラスエンターテイメント（現マーベラス）のゲームのみを取り扱ったものでホビージャパンから発行された。任天堂ゲーム機以外のマーベラスエンターテイメントのゲームも掲載されている。

アンビット発行・徳間書店発売
- Nintendo DREAM （2010年11月 - ）
  - 完全攻略本 - 『任天堂ゲーム攻略本』の後継。かつて徳間書店インターメディアから刊行されていた『完全攻略本』の名称を受け継いでいる。
- 超絶大技林 - 2011年8月に一度だけ復活。

徳間書店発行
- 戦国BASARA 5周年メモリアルワークス - ゲーム部分を担当。

小学館発行
- 任天堂公式ガイドブック ハイラル・ヒストリア ゼルダの伝説 大全 - ゼルダの伝説シリーズ25周年記念本。
- 任天堂公式ガイドブック マリオテニス オープン
- 星のカービィ プププ大全 - 星のカービィシリーズ20周年記念本。

オーバーラップ発行
- ポケモン不思議のダンジョン マグナゲートと∞迷宮 公式ガイドブック
- ポケモン不思議のダンジョン マグナゲートと∞迷宮 公式パーフェクトガイド